# Гаплогруппа Q2b (Y-ДНК)
Гаплогруппа Q2b или Q-Y1150 — гаплогруппа Y-хромосомы человека.

## Субклады
- Q2b (Y1150)
  - Q2b1 (YP755)
  -  Q2b2 (Z5901)

## Палеогенетика

### Бронзовый век
БМАК (post-BMAC)
- I7493 | UZ-ST-010, Sappali Tepe (ST) 1975, 6, Grave 02-05 __ Саппалитепа __ Сурхандарьинская область, Узбекистан __ 2000–1600 BCE (3750 BP) __ М __ Q1b2 # U2e2a1d.[1]

### Железный век
Гандхарская культура (SPGT)
- Loebanr — Сват, Хайбер-Пахтунхва, Пакистан.[1]
  - I13228 | Grave 168, single burial , 939 __ 1000–800 BCE (2850 BP) __ М __ Q1b2 # M5a
  - I5400 | Grave 170, single burial __ 927-831 calBCE (2745±20 BP, PSUAMS-2793) __ М __ Q1b2 # M5a

Культура плиточных могил
- DAR001 | AT-766 __ Dartsagt __ Улан-Батор, Монголия __ 750-407 BCE (2436±26 BP, OxA-36233) __ М __ Q1b2 (Q-Y1151; Q-Y1150) # F1b1f.[2]

Saidu Sharif I
- I7718 | Grave 5, Individual 2 in a double burial , DA-SIM0317-029 __ Сайду-Шариф, Сват (Пакистан) __ 400–200 BCE (2250 BP) __ М __ Q1b2 # K1b1a1+199.[1]

Юэбань (хунну)
- DA127 | IS8 __ Aktas, Issyk, Tian Shan __ Кегенский район, Алматинская область, Казахстан __ 214-528 calCE (1722±55 BP, UBA-31229) __ М __ Q2b2a (YP4500) # D4b1a2a1 > D4b1a2a1d2.[3]

### Средние века
Венгерское княжество
- SE-23 | SEper23 __ Sándorfalva-Eperjes (grave 23) __ Чонград-Чанад, Венгрия __ X век __ М __ Q2b2~ > Q-BZ453 # J1c3k > J1c3k2.[4]

## Публикации
2018
- Damgaard PB, Marchi N, Rasmussen S; et al. (Май 2018). 137 ancient human genomes from across the Eurasian steppes. Nature. 557 (7705): 369–374. doi:10.1038/s41586-018-0094-2. PMID 29743675. {{cite journal}}: Явное указание et al. в: |author= (справка)Википедия:Обслуживание CS1 (множественные имена: authors list) (ссылка)

2019
- Narasimhan V., Patterson N., Moorjani P; et al. (Сентябрь 2019). The formation of human populations in South and Central Asia. Science. 365 (6457). doi:10.1126/science.aat7487. PMC 6822619. PMID 31488661. {{cite journal}}: Явное указание et al. в: |author= (справка)Википедия:Обслуживание CS1 (множественные имена: authors list) (ссылка)

2020
- Jeong C, Wang K, Wilkin S; et al. (Ноябрь 2020). A Dynamic 6,000-Year Genetic History of Eurasia's Eastern Steppe. Cell. 183 (4): 890-904.e29. doi:10.1016/j.cell.2020.10.015. PMC 7664836. PMID 33157037. {{cite journal}}: Явное указание et al. в: |author= (справка)Википедия:Обслуживание CS1 (множественные имена: authors list) (ссылка)

2022
- Maróti Z, Neparáczki E, Schütz O; et al. (Июль 2022). The genetic origin of Huns, Avars, and conquering Hungarians. Current Biology. 32 (13): 2858-2870.e7. doi:10.1016/j.cub.2022.04.093. PMID 35617951. {{cite journal}}: Явное указание et al. в: |author= (справка)Википедия:Обслуживание CS1 (множественные имена: authors list) (ссылка)